# Blue Gene

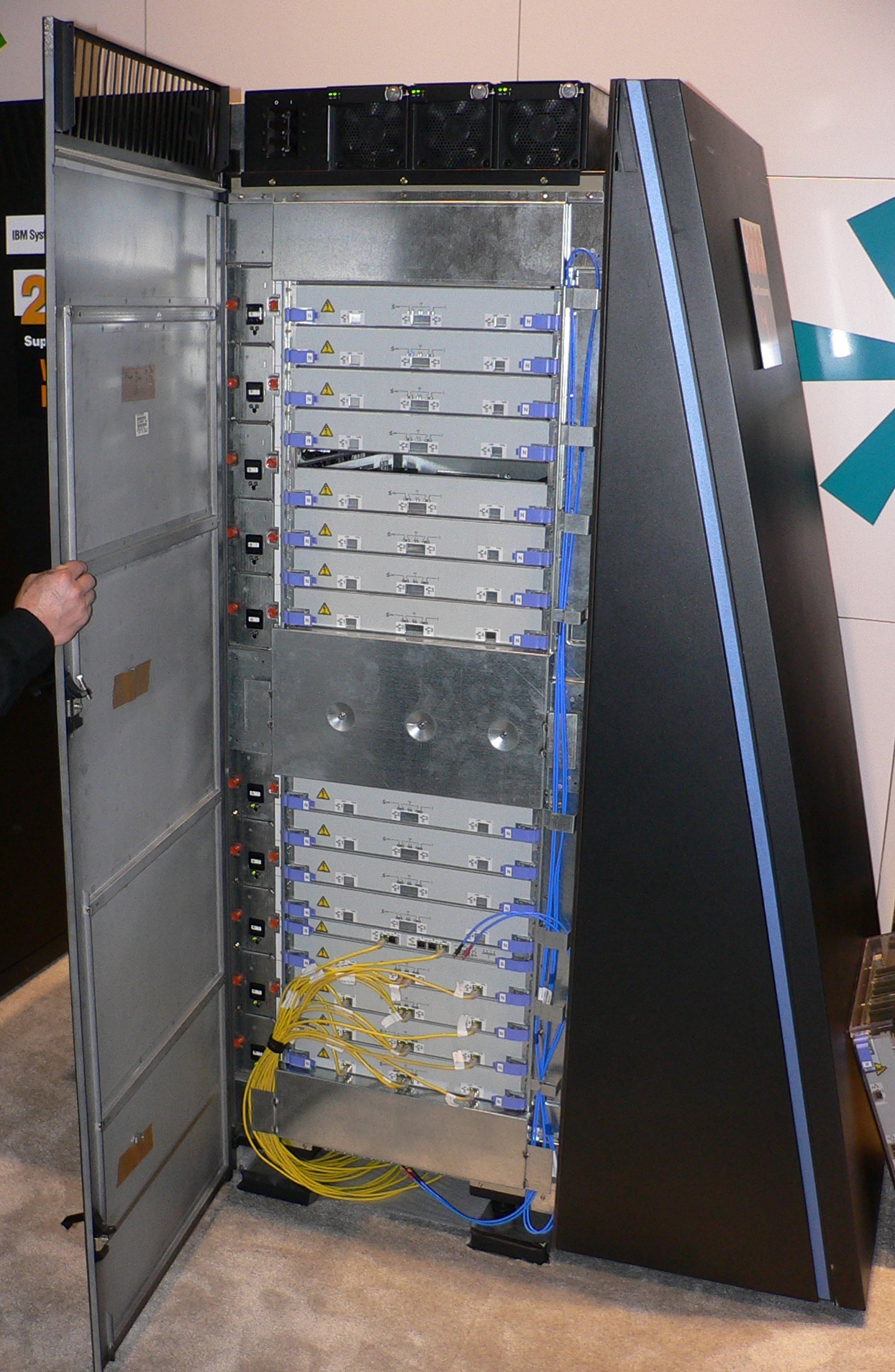
Gabinete de um supercomputador Blue Gene.

Blue Gene é um projeto de arquitetura de computação, projetado para produzir diversos supercomputadores capazes de processar dados em velocidades de PFLOPS (petaFLOPS) e, atualmente, o desempenho obtido não ultrapassa a marca de 500 TFLOPS (teraFLOPS), aproximadamente.
O Blue Gene é um projeto cooperativo entre a IBM (particularmente a IBM de Rochester, Minnesota - Estados Unidos e Thomas J. Watson Research Center), o Lawrence Livermore National Laboratory e Departamento de Energia dos Estados Unidos da América (principal financiador do projeto). Existem, atualmente, quatro projetos Blue Gene em desenvolvimento: BlueGene/L, BlueGene/C, BlueGene/P, e BlueGene/Q.